# マリーア・ディ・グラツィア・ピア・ディ・ボルボーネ＝ドゥエ・シチリエ
マリーア・ディ・グラツィア・ピア・ディ・ボルボーネ＝ドゥエ・シチリエ（Maria di Grazia Pia di Borbone-Due Sicilie, 1878年8月12日 - 1973年6月20日）は、両シチリア王国の旧統治者家門ブルボン＝シチリア家の子孫。両シチリア王フェルディナンド2世の孫娘にあたる。全名はマリーア・ディ・グラツィア・ピア・キアラ・アンナ・テレーザ・イザベッラ・アポローニア・アデライーデ・アガタ・チェチーリア・フィロメーナ・ルーチア・クリスティーナ・アントーニア・カタリーナ（Maria di Grazia Pia Chiara Anna Teresa Isabella Apollonia Adelaide Agata Cecilia Filomena Lucia Cristina Antonia Catarina）。

## 生涯
最後の両シチリア王フランチェスコ2世の異母弟カゼルタ伯アルフォンソと、その妻で両シチリア王族トラーパニ伯の娘であるマリーア・アントニエッタの間の第6子、三女として生まれた。1908年11月4日にカンヌにおいて、ブラジル帝位継承者イザベル皇女の次男で、母から後継者指名を受けていたルイス皇子と結婚したが、1920年に死別した。

## 子女
夫との間に2男1女をもうけた。
- ペドロ・エンリケ・アフォンソ・フィリペ・マリア・ガスタン・ミゲル・ガブリエル・ハファエル・ゴンザーガ（1909年 - 1981年） - ブラジル皇帝家（ヴァソウラス系）家長
- ルイス・ガスタン・アントニオ・マリア・フィリペ・ミゲル・ガブリエル・ハファエル・ゴンザーガ（1911年 - 1931年）
- ピア・マリア・ハニエラ・イザベラ・アントニア・ヴィトリア・テレザ・アメリア・ゲラルダ・ハイムンダ・アンナ・ミカエラ・ハファエラ・ガブリエラ・ゴンザーガ（1913年 - 2000年） - 1948年、ルネ・ド・ニコライ伯爵と結婚